# Exsudoporus
Exsudoporus was een geslacht van schimmels behorend tot de familie Boletaceae. De typesoort is Exsudoporus permagnificus. 
De naam van het geslacht is door de mycologen Vizzini, Simonini en Gelardi in 2014 geldig gepubliceerd. De soorten van dit geslacht zijn later echter in andere geslachten ingedeeld, waardoor deze nu leeg is.

## Soorten
Volgens Index Fungorum telt het geslacht vier soorten (peildatum april 2024):
| Soortnaam                 | Auteur(s)                                  | Publicatiejaar |
| ------------------------- | ------------------------------------------ | -------------- |
| Exsudoporus floridanus    | (Singer) Vizzini, Simonini & Gelardi       | 2014           |
| Exsudoporus frostii       | (J.L. Russell) Vizzini, Simonini & Gelardi | 2014           |
| Exsudoporus permagnificus | (Pöder) Vizzini, Simonini & Gelardi        | 2014           |
| Exsudoporus ruber         | (M. Zang) Gelardi, Biketova & Vizzini      | 2022           |